# Bataille du détroit de la Sonde
Seconde Guerre mondiale
Batailles
Invasion des Indes orientales néerlandaises
- Bornéo (1941-1942)
- Manado
- Tarakan (1942)
- Balikpapan (1942)
- Amboine
- Makassar
- Sumatra
- Badung
- Timor
- Première bataille de la mer de Java
- Détroit de la Sonde
- Java
- Seconde bataille de la mer de Java

Japon :
- Raid de Doolittle
- Bombardements stratégiques sur le Japon (Tokyo
- Yokosuka
- Kure
- Hiroshima et Nagasaki)
- Raids aériens japonais des îles Mariannes
- Campagne des archipels Ogasawara et Ryūkyū
- Opération Famine
- Bombardements navals alliés sur le Japon
- Baie de Sagami
- Invasion de Sakhaline
- Invasion des îles Kouriles
- Opération Downfall
- Reddition du Japon

Pacifique central :
- Pearl Harbor
- Guam (1941)
- Wake
- Raid sur les îles Gilbert et Marshall
- Opération K
- Midway
- Opération RY
- Campagne des îles Gilbert et Marshall
- Campagne des îles Mariannes et Palaos
- Campagne des archipels Ogasawara et Ryūkyū
- Opération Inmate

Pacifique du sud-ouest :
- Nauru
- Invasion des Philippines (1941-42)
- Invasion des Indes orientales néerlandaises
- Opérations de l'Axe dans les eaux australiennes
- Raids aériens japonais sur l'Australie (1942-43)
- Opération Ke
- Campagne des îles Salomon
- Campagne de Nouvelle-Guinée
- Campagne des Philippines
- Campagne de Bornéo (1945)

Asie du sud-est :
- Invasion de l'Indochine (1940)
- Océan Indien (1940-45)
- Guerre franco-thaïlandaise
- Invasion de la Thaïlande
- Campagne de Malaisie
- Hong Kong
- Singapour
- Campagne de Birmanie
- Opération Kita
- Indochine (1945)
- Détroit de Malacca
- Opération Jurist
- Opération Tiderace
- Opération Zipper
- Bombardements stratégiques (1944-45)

Guerre sino-japonaise
Front d'Europe de l’Ouest
Front d'Europe de l’Est
Bataille de l'Atlantique
Campagnes d'Afrique, du Moyen-Orient et de Méditerranée
Théâtre américain
La bataille du détroit de la Sonde est une bataille navale du théâtre Pacifique de la Seconde Guerre mondiale qui oppose du 28 février au 1er mars 1942 un important convoi de la Marine impériale japonaise à deux croiseurs des forces alliées, assistés par un destroyer néerlandais : l'USS Houston pour les États-Unis, le HMAS Perth pour l'Australie et le HNLMS Evertsen pour les Pays-Bas. Les deux croiseurs et le destroyer sont coulés et plus de 1 000 hommes perdent la vie du côté des Alliés. Cette bataille fait partie d'une série d'actions militaires connue sous le nom de bataille de la mer de Java, et qui assoit durablement la puissance navale japonaise.

## Le contexte
Les forces japonaises s'apprêtent à envahir Java à la fin du mois de février 1942. La force alliée ABDACOM fait route le 27 février à partir de Surabaya pour intercepter la flotte impériale, avec deux croiseurs lourds (dont le USS Houston), trois croiseurs légers (dont le HMAS Perth) et neuf destroyers. Les deux formations se font face en mer de Java, et les forces alliées subissent une lourde défaite ; le Houston, avec sa tourelle arrière hors service, et le Perth parviennent toutefois à s'échapper et se réfugient à Tanjung Priok, port de Batavia, le 28 février.

## La bataille
Au soir du 28 février, les deux navires reçoivent ordre d'appareiller vers Tjilatjap, sur la côte sud de Java, accompagnés du destroyer néerlandais HNLMS Evertsen. Toutefois, celui-ci n'est pas prêt et ne prend la suite du convoi qu'une heure plus tard.
Les navires alliés sont rapidement repérés dans le détroit de la Sonde par le convoi de débarquement de la 16e armée japonaise, qui engage le combat au milieu de la nuit.
Au terme d'une violente bataille, les deux croiseurs sont coulés. Deux navires de transport de troupes et un mouilleur de mines japonais sont également coulés, mais par des tirs amis, ainsi que deux autres navires de transport qui sont toutefois remis à flot ultérieurement. Le général Imamura, qui est à bord d'un de ces deux transporteurs, est jeté à la mer mais a finalement la vie sauve.

## Bilan
696 hommes sont tués à bord du Houston, et 368 sont sauvés ; 375 autres sont tués à bord du Perth pour 307 sauvés. Les deux commandants perdent la vie. Du côté japonais, 10 hommes sont tués.
L’Eversten, arrivé tardivement sur les lieux, tente d'éviter le contact et de contourner le théâtre des opérations ; néanmoins il ne peut échapper aux destroyers japonais qui défendent le sud de la baie de Banten ; son commandant choisit finalement de l'échouer sur la côte. La plus grande partie de l'équipage est capturée entre le 9 et le 10 mars 1942.